# Munis multivirgatus
 (octobre 2021).
Genre
Espèce
Munis multivirgatus, unique représentant du genre Munis, est une espèce d'opilions laniatores à l'appartenance familiale incertaine.

## Distribution
Cette espèce est endémique du département de Cauca en Colombie. Elle se rencontre vers Monterredondo.

## Description
La femelle holotype mesure 3,5 mm.

## Publication originale
- Roewer, 1963 : « Opiliones aus Peru und Colombien. [Arachnida Arthrogastra aus Peru V]. » Senckenbergiana biologica, vol. 44, p. 5–72.